# 29e cérémonie des Razzie Awards
La 29e cérémonie des Golden Raspberry Awards ou Razzies a eu lieu le 21 février 2009 au Barnsdall Gallery Theatre d'Hollywood à Los Angeles en Californie pour désigner les pires films de 2008. Les nominations ont été publiées le 21 janvier. Selon la grande tradition des Razzies Awards, l'annonce des nominations, ainsi que la cérémonie, précèdent d'un jour leurs équivalents de la cérémonie des Oscars.

## Palmarès
Les lauréats de chaque catégorie sont en premier et en gras dans chaque section.

### Pire film
Love Gourou (Paramount Pictures/Spyglass Entertainment)
- Film catastrophe (Disaster Movie) (Grosvenor Park Media)
- Spartatouille (Meet the Spartans) (New Regency Pictures/Regency Enterprises)
- Phénomènes (The Happening) (Twentieth Century Fox)
- The Hottie and the Nottie (Purple Pictures/Summit Entertainment)
- King Rising, au nom du roi (In the Name of the King: A Dungeon Siege Tale) (Brightlight Pictures/Herold Productions)

### Pire acteur
Mike Myers dans Love Gourou (The Love Guru)
- Larry the Cable Guy dans Witless Protection
- Eddie Murphy dans Appelez-moi Dave (Meet Dave)
- Brendan Fraser dans La Momie : La Tombe de l'empereur Dragon
- Mark Wahlberg dans Phénomènes (The Happening) et Max Payne

### Pire actrice
Paris Hilton dans The Hottie and the Nottie
- Jessica Alba dans The Eye et Love Gourou
- Le casting du film The Women (Annette Bening, Eva Mendes, Debra Messing, Jada Pinkett Smith et Meg Ryan)
- Cameron Díaz dans Jackpot (What Happens in Vegas)
- Kate Hudson dans L'Amour de l'or (Fool's Gold) et La Copine de mon meilleur ami (My Best Friend's Girl)
- Maria Bello dans La Momie : La Tombe de l'empereur Dragon

### Pire second rôle masculin
Pierce Brosnan dans Mamma Mia
- Uwe Boll dans son propre rôle dans Postal
- Jet Li dans La Momie : La Tombe de l'empereur Dragon
- Burt Reynolds dans Deal et In the Name of the King: A Dungeon Siege Tale
- Verne Troyer dans Love Gourou et Postal

### Pire second rôle féminin
Paris Hilton dans Repo! The Genetic Opera
- Carmen Electra dans les films Film catastrophe et Spartatouille
- Kim Kardashian dans Film catastrophe
- Jenny McCarthy dans Witless Protection
- Leelee Sobieski dans 88 Minutes et In the Name of the King: A Dungeon Siege Tale

### Pire couple à l'écran
Paris Hilton et au choix Christine Lakin ou Joel David Moore dans The Hottie and the Nottie
- Uwe Boll et n'importe quel acteur, caméra ou scénario
- Cameron Diaz et Ashton Kutcher dans Jackpot (What Happens in Vegas)
- Larry the Cable Guy et Jenny McCarthy dans Witless Protection
- Eddie Murphy à l'intérieur d'Eddie Murphy dans Appelez-moi Dave (Meet Dave)

### Pire suite, prequel, remake ou plagiat
- Indiana Jones et le Royaume du crâne de cristal (Indiana Jones and the Kingdom of the Crystal Skull)
  - Le Jour où la Terre s'arrêta (The Day the Earth Stood Still) remake du film de 1951 que les organisateurs renommèrent Le jour où la Terre explosa réellement pour de bon (The Day The Earth Blowed Up Real Good)
  - La Momie : La Tombe de l'empereur Dragon
  - Star Wars: The Clone Wars
  - Film catastrophe (Disaster Movie) et Spartatouille (Meet The Spartans) (conjointement, plagiat de plusieurs films)

### Pire réalisateur
Uwe Boll pour Postal, King Rising, au nom du roi et Tunnel Rats
- Jason Friedberg et Aaron Seltzer
- Tom Putnam pour The Hottie and the Nottie
- Marco Schnabel pour Love Gourou
- M. Night Shyamalan pour Phénomènes

### Pire scénario
Love Gourou, écrit par Mike Myers et Graham Gordy
- Film catastrophe et Spartatouille, tous deux écrits par Jason Friedberg & Aaron Seltzer
- Phénomènes, écrit par Night Shyamalan
- The Hottie and the Nottie, écrit par Heidi Ferrer
- King Rising, au nom du roi, écrit par Doug Taylor

### Pire carrière
Uwe Boll